# Велигорський Мирослав
Велигорський Мирослав-Іван де-Семигород (нар. 4 січня 1920 року, село Серафинці, Городенківський район, Івано-Франківська область — 8 січня 2008 року;) — вихідець з України, громадянин Канади — дослідник історії української культури, освіти, діяч спортового руху на Західній Україні, згодом Канади, організатор громадського життя українців Канади та канадський екологічний діяч.

## Родина й дитячі роки
Мирослав-Іван Велигорський народився 4 січня 1920 року на Івано-Франківщині, в селі Серафинці, тоді Городенківського повіту. В цьому селі добре знали й шанували його батька, доктора Івана Велигорського — офіцера Української Галицької Армії, директора гімназії, мовознавця, члена НТШ, діяча кооперативного руху та його матір Марію (з родини Яшанів) — медсестру УГА, учительку, знавця народного мистецтва, а згодом засновницю й куратора Музею народного мистецтва при парафії церкви Святого Миколая в Торонті.
Мирослав здобував початкову освіту в Городенці і Станиславові (нині Івано-Франківськ) (1927–1933), у 1934–1937 роках вчився в чоловічій гімназії Станиславова. Саме тоді проявляються його здібності до спорту, танцю, хорового співу. В гімназії він належить до товариства «Відродження».

## Молодість Мирослава помежи війни
У 1938 році Мирослав Велигорський вступає до Педагогічного інституту у Львові, який успішно закінчує у 1940 році. Саме керівник цього закладу професор Северин Левицький поглиблює його любов до занять спортом. Він успішно грає у волейбол, домагається багатьох перемог у десятиборстві та стрілецькому спорті. За участь в маніфестаціях на підтримку Закарпатської України тиждень відсидів у в'язниці, оскільки не хотів підписати поліцейського протоколу польською мовою.
У 1940–1941 роках учителює в Щирці на Львівщині, де був позаштатним інспектором шкіл Щирецького району та інструктором зі стрільби й цивільної оборони. В тому ж часі заочно вивчає старослов'янську українську мову та історію письма у Львівському університеті. У 1941 році з родиною переїздить до Львова й вивчає медицину у Львівському медичному інституті (1942–1943). Належить до активних членів Українського Студентського Спортового Клубу (УССК), виступає на змаганнях з легкої атлетики й є спортовим референтом і ланковим легкоатлетичної секції.
У 1944 році Мирослав Велигорський переходить словацький кордон у Старій Любовні і добирається до Братислави. Заарештований німцями, потрапляє на примусові роботи. Спочатку працює на хімічній фабриці, потім у підземеллях разом з французькими і радянськими військовополоненими ремонтує частини до танків «Тигр».
Після війни опиняється в таборі Фюссені (західна Німеччина), знаходить свою родину, активно долучається до діяльності Спортового Товариства «Калина».
У червні 1946 року табір Фюссен розформовують, а всіх людей перевозять до табору Ягер-Касерне в Міттенвальді. Тут Мирослав Велигорський стає членом таборової управи, секретарем таборової ради, комендантом українського табору. Він засновує і головує у відділі Української YMCA-YWCA (Молодіжна Чоловіча Християнська Організація — Молодіжна Жіноча Християнська Організація). Не забуває й про свої спортивні захоплення — його обирають секретарем Спортового Товариства «Лев», ланковим багатьох спортивних секцій. За підсумками спортової діяльності у 1946 році «Лев» виявився найкращим з понад 50 українських спортових товариств таборів «Ді-Пі», маючи неперевершені команди з легкої атлетики, кошівки (баскетболу), відбиванки (волейболу), шахів, хокею на льоду й навіть започаткували тижневий спортовий журнал «Змаг». Його обирають до ділового Комітету Ради Фізичної Культури (РФК) в Німеччині. Під час проведення змагань — Олімпіади поневолених народів (Олімпіада «Ді-Пі») у 1948 році Мирослав Велигорський керував українською легкоатлетичною командою на цих змаганнях. Тоді, на стадіоні в Нюрнберзі, якнайкраще проявили себе «зірки» української легкої атлетики Ірина Варцаба, Ірина Дубас, Євген Петрівський, Юрко Купчинський та інші. У 1948 році Мирослав Велигорський успішно закінчує Вищі курси педагогів фізичної культури у Міттенвальді, зорганізовані Українським вільним університетом і Радою фізичної культури.

## Життя в Канаді
В жовтні 1948 року родина Велигорських емігрує до Канади. Через місяць після прибуття на «обітованну» землю його обирають президентом недавно утвореної партії «Україна» (Торонто). В Торонто Мирослав Велигорський активно долучається до роботи у спортовому товаристві «Україна». На других загальних зборах цього товариства 19 листопада 1948 року його обирають головою. «Гідною поставою і репрезентацією українського імени на чужині, ми хотіли і хочемо причинитися до тієї справи, за яку клали і кладуть свої буйні голови наші брати на Рідних Землях» — так завершував свій звіт про діяльність СТ «Україна» — Торонто у 1949 році його голова Мирослав Велигорський.
Згодом опікується діяльністю українських молодіжних організацій, був організаційним референтом Спілки Української Молоді (СУМ) її відділу фізичної культури на Канаду, редагує «Спортову Сторінку» в журналах «Гомін України» і «На Варті», був національним головою спортивних програм Асоціації Української Молоді. Його ім'я є й серед членів засновників Ліги Визволення України.
У 1951 році, з родинних обставин, переїжджає до Еспаньйолі — шеститисячного містечка в Північному Онтаріо з численними природними озерами. Починаючи працю на великій целюлозно-паперовій фабриці робітником, стає одним із найкращих фахівців у галузі виробництва целюлози і паперу.
Не забуває й про українське громадське життя: в 1951–1953 роках організовує й керує в Еспаньйолі Лещетарським Клубом, є членом видавничого комітету «Гомону України», організовує щорічні виставки народного мистецтва, інструктує з писання писанок. Професійно захоплюється проблемою збереження озер та розведенням риби. У 1960-х роках активно виступає на захист і збереження довкілля, озер, попереджає громадськість про небезпеку кислотних дощів та екологічних катастроф. Особисто виміряв хімічний склад семи озер Північного Онтаріо, де свого часу кислотний дощ знищив спортивне рибальство. Надсилає результати моніторингу якості води до урядових установ. За його пропозиціями в Еспаньйолі і околиці встановлено «сім глечикових рибних вивідників і 16 рибальниць, які вирощували рибу пікерель» для всього Онтаріо.
Мирослава Велигорського обирають до управи Товариства охорони природних ресурсів Канади, він стає редактором англомовного журналу «Кол оф автдорс». За відновлення спортивного рибальства та інші заходи зі збереження довкілля, міністр Океанів і Рибальства Канади нагородив Мирослава Велигорського спеціальною медаллю і грамотою. Ці відзнаки урочисто вручив Мирославу Велигорському Губернатор Канади Рамон Гнатишин в Оттаві у грудні 1996 року. Його праця була відзначена й урядом Онтаріо.
Мирослав Велигорський нагороджений медаллю за заслуги для суспільства, від керівництва міста Еспаньйолі отримав Почесну грамоту за заслуги для громади, місцевий спортивний клуб відзначив його за проект і будову парку з мостом для ловлі риби і спускання човнів.
Геральдичий комітет Канади, базуючись на елементах родинного гербу «де Семигород Велигорських», надав Мирославові особистий герб під іменем — Мирослав Іван де Семигород Велигорський. Це був перший герб в англійській і канадській геральдиці з українським гаслом: «Клени буйно ростуть на великій горі».
Помер 8 січня 2008 року на 88-му році життя.